# Виведення російських військ з Латвії
Виведення російських військ з Латвії — процес демілітаризації території  Латвійської Республіки, яка відновила державну незалежність. Виведення військ було розпочато на переговорах президента РФ Бориса Єльцина та голови Верховної Ради Латвійської Республіки Анатоліса Горбуновса 27 грудня 1991 року і було завершено 31 серпня 1994 року. Латвійській Республіці було залишено все нерухоме майно, яке використовували радянською армією, включаючи Скрундську радіолокаційну станцію, Центр спостереження за космічними об'єктами (розвідцентр ГРУ) у Вентспілсі та базу підводних човнів у Лієпаї. Військові пенсіонери РФ і члени їх сімей, які проживали в Латвії, отримали право залишитися на проживання в Латвії (як правило, в статусі негромадян); більшість кадрових військовослужбовців були змушені повернутися в Росію.

## Передісторія
Верховна Рада Латвійської РСР, обрана 18 березня 1990 року загальних виборах, 4 травня 1990 року більшістю голосів прийняла Декларацію про відновлення незалежності Латвії. У ній стверджувалося, що рішення про входження Латвії до Радянського Союзу, прийняте 21 липня 1940 року, було прийнято на підставі протиправного секретного протоколу до пакту Молотова — Ріббентропа. Декларація відновлювала дію Конституції Латвії 1922 року, проте до прийняття її нової редакції продовжували діяти закони Латвійської РСР. Громадянам Латвійської Республіки гарантувалися соціальні, економічні, культурні та політичні права згідно з міжнародним правом. 
Після провалу Серпневого путчу в Москві Верховна Рада Латвійської РСР прийняла Конституційний закон про вихід Латвії зі складу СРСР. Делегація в складі Анатоліса Горбуновса, Яніса Діневіча, Ояра Кехріса, Ілмарі Бішер і Владлена Дозорцева вирушила до Москви до президента Росії Бориса Єльцина. На організованій 24 серпня 1991 року керівником повноважного представництва Латвійської РСР в Москві Янісом Петерсом зустрічі Анатоліс Горбуновс висловив два прохання: замінити командувача прибалтійським військовим округом генерала Ф. Кузьміна, який відкрито підтримував ГКЧП і ввів війська на вулиці Риги, і вивести з Латвії ризький ОМОН. Обидва прохання Єльцин задовольнив відразу ж, в ході зустрічі: він віддав розпорядження командувачу Ленінградським військовим округом, щоб його заступник генерал В. І. Миронов негайно прийняв командування Прибалтійським військовим округом, а новому керівнику КДБ Бакатіну і міністру внутрішніх справ РРФСР Баранникову - щоб забезпечив військово-транспортний літак для евакуації ОМОНу. 
Потім Єльцин несподівано для латвійської делегації вручив їй Указ президента РСФСР «Про визнання державної незалежності Латвійської Республіки», підписаний в її присутності 24 серпня 1991 року. «Єдине, що викликало особливу розмову, це російські настрої в Латвії ... Я пояснив: в опитуванні перед прийняттям Декларації брало участь 87,56% населення. 73,68% висловилися ЗА незалежність. При тому, що латишів в Латвії 52%. Єльцин сказав виразно: "Ну, не ображайте росіян. Їх у вас багато ... "Горбунов обіцяв» , - згадував В. Дозорців про розмову в Кремлі. 
У листопаді 1991 року указом президента СРСР Михайла Горбачова Прибалтійський військовий округ в зв'язку з визнанням незалежності Литви, Латвії та Естонії був перетворений в Північно-Західну групу військ, велика частина підрозділів якої згодом була розформована. 

## Переговори
27 грудня 1991 року в Кремлі відбулася зустріч президента РФ Б. М. Єльцина та голови Верховної ради Латвії А. В. Горбуновса, на якій російський лідер сказав, що 60-тисячне угруповання Радянської армії, що стало Російської, можна вивести протягом 7 років, почавши цей процес в 1995 році після того, як війська будуть повністю виведені з Німеччини. Це дозволяло спокійно підготувати нові місця дислокації для військових, вирішити питання про соціальний захист і права військових пенсіонерів, яких з сім'ями налічувалося близько 100 тисяч чоловік. Росія мала намір зберегти за собою оренду трьох стратегічних об'єктів: радіолокаційної станції раннього попередження про ракетний напад в Скрунде, центру стеження за космічними об'єктами (розвідцентр ГРУ) в Ірбені і бази підводних човнів у Лієпаї. У директивах, які підписав Єльцин для державної делегації на переговорах, також була поставлена задача захистити права російськомовного населення. 
Ніяких фінансових умов республікам Балтії Росія не виставляла, тоді як Німеччина при виведенні військ брала на себе зобов'язання побудувати для військових на нових місцях дислокації житло, інфраструктуру, забезпечити транспортування майна на нові місця служби. 
Рішенням Ради міністрів Латвійської Республіки 10 червня 1992 року було створено Бюро з контролю за виведенням військ, що підкоряється спеціальному державному міністру. Його головними завданнями було забезпечити єдиний облік переданого військового майна, його оцінку і перейняття, оцінку завданої екологічної шкоди, вартості послуг, що надаються Латвійською Республікою з постачання військових контингентів і їх відправку до місць нової дислокації. 
У 1992 році був створений Форум консультацій, куди поряд з Польщею, Словаччиною, Болгарією та Румунією увійшли і Балтійські країни, які отримали статус держав не колишнього СРСР, а Центральної та Східної Європи. 
Державна російська делегація на переговорах з Латвією була створена указом Єльцина в 1992 році. Представляти її був спрямований заступник міністра закордонних справ Федір Шелов-Коведяєв, помічник депутата Державної думи Галини Старовойтової, який раніше ніколи не працював на дипломатичній ниві. У першому ж раунді переговорів Шелов-Коведяєв заявив, що все майно залишається Латвії, зробивши виняток для Будинки відпочинку Держтелерадіо в Юрмалі. Йому було обіцяно виконати це побажання, однак згодом цього не було зроблено. 
Потім під тиском США, які ставили виведення військ в залежність від своєї фінансової допомоги, і за наполяганням міністра закордонних справ А. Козирєва Єльцин оголошує про скорочення терміну виведення військ на 5 років і негайний початок цього процесу. Керівник російської делегації С. С. Зотов намагався в обмін на таке істотне скорочення терміну домогтися вирішення питання про статус російськомовного населення, доповівши про це і міністру, і президенту. Єльцин спочатку схвалив такий підхід, однак через два тижні Козирєв зробив заяву, що «ніякого зв'язку між виведенням військ і правами російськомовного населення немає». 
На наступному раунді переговорів у вересні 1992 року Зотов поставив питання про пакетну угоду, яка б захищала права військових пенсіонерів і закріплювала за Росією право оренди стратегічних об'єктів, які залишалися б у її розпорядженні і після виведення військ. У відповідь латвійський парламент прийняв одностороннє рішення, що виведення військ буде здійснюватися за графіком, складеним парламентом і урядом Латвії. 
Переговори про виведення військ з Латвії виявилися найбільш важкими і зажадали 13 раундів, завершилися підписанням міждержавного договору лише 30 квітня 1994 року. Сейм прийняв відповідний закон про ратифікацію 24 листопада 1994 року. Під тиском Заходу Російська Федерація практично повністю відмовилася від висунутих вимог стосовно стратегічних об'єктів, залишивши за собою на короткий термін і на умовах платної оренди тільки Скрундскую РЛС. 

## Майно армії
Загальна чисельність Північно-Західної групи військ на 1992 рік становила 250 тисяч чоловік, з яких 95 тисяч були середнім і старшим начальницьким складом. У складі угруповання було три дивізії - по одній в кожній республіці, 11-а гвардійська загальновійськова армія, що дислокувалася в Калінінградській області, 15-а повітряна армія і окружний комплект з'єднань і частин родів військ і служб. 
На території Латвійської РСР розташовувалося понад 1000 військових частин і близько 600 військових об'єктів. 

### Скрундська радіолокаційна станція
Делегація Латвії під час переговорів зажадала, щоб РЛС охороняли латвійські військові, здійснюючи пропуск на основі виданих республікою документів. Вона також заявила, що всі матеріали, що ввозяться повинні піддаватися митному контролю, російські військові повинні надати опис всього озброєння, включаючи номери пістолетів у офіцерів. Латвія також зажадала можливості проводити інспекції в будь-який час доби. Глава російської делегації, посол С. С. Зотов не тільки погодився з цими умовами, а й запропонував підвищити рівень інспекції до рангу Ради з безпеки і співробітництва в Європі. Ці інспекції проводяться за регламентом, із завчасним попередженням і на основі консенсусу - російська сторона могла заблокувати те, що їй не подобалося. Таким чином вдалося домовитися, що РЛС функціонує до 31 серпня 1998 року, після чого дається два роки на її демонтаж. Відповідний документ було парафовано главами держделегацій 16 березня 1994 року. 
Потім посол Зотов домігся, щоб демонтаж недобудованого 10-поверхового будинку в Скрунде, який повинен був бути завершений до візиту президента США Білла Клінтона в червні 1994 року, сплатили американці. Вони виділили на це 10 мільйонів доларів. 
Замість затребуваних Латвією за користування земельною ділянкою в Скрунде 400 мільйонів доларів на рік Зотов запропонував 2, а потім 4 мільйони, погодившись підняти суму до 5 млн. 

## Соціальні питання військовослужбовців і членів їх сімей
Військові пенсіонери РФ і члени їх сімей, які проживали в Латвії за станом на 28 січня 1992 року, отримали право залишитися в Латвії на постійне проживання. Іншим належало покинути Латвію до 31 серпня 1994 року. Пізніше за взаємною домовленістю термін був продовжений. 
Членів сімей військовослужбовців, які проживали в будинках квартирно-експлуатаційних частин армії (КЕЧ) і які не мали відношення до армії за родом занять, і просто людей, що мали квартири в будинках КЕЧ, в Латвії відмовлялися реєструвати як постійних жителів, ставлячи їм у паспорти круглі червоні штампи, що зобов'язували їх у визначений термін покинути країну. Деяким з них через суд вдалося відстояти свої права: число вироків судів за позовами до латвійського Департаменту громадянства та імміграції тільки за перше півріччя 1994 склало 2121, з них на користь позивачів завершилися 1933 (або 91%). Але все ж більшість були змушене виїхати. Кількість таких людей оцінено правозахисниками руху «Рівноправність» в 136-161 тисячу осіб.   